# Pistolet SPP-1

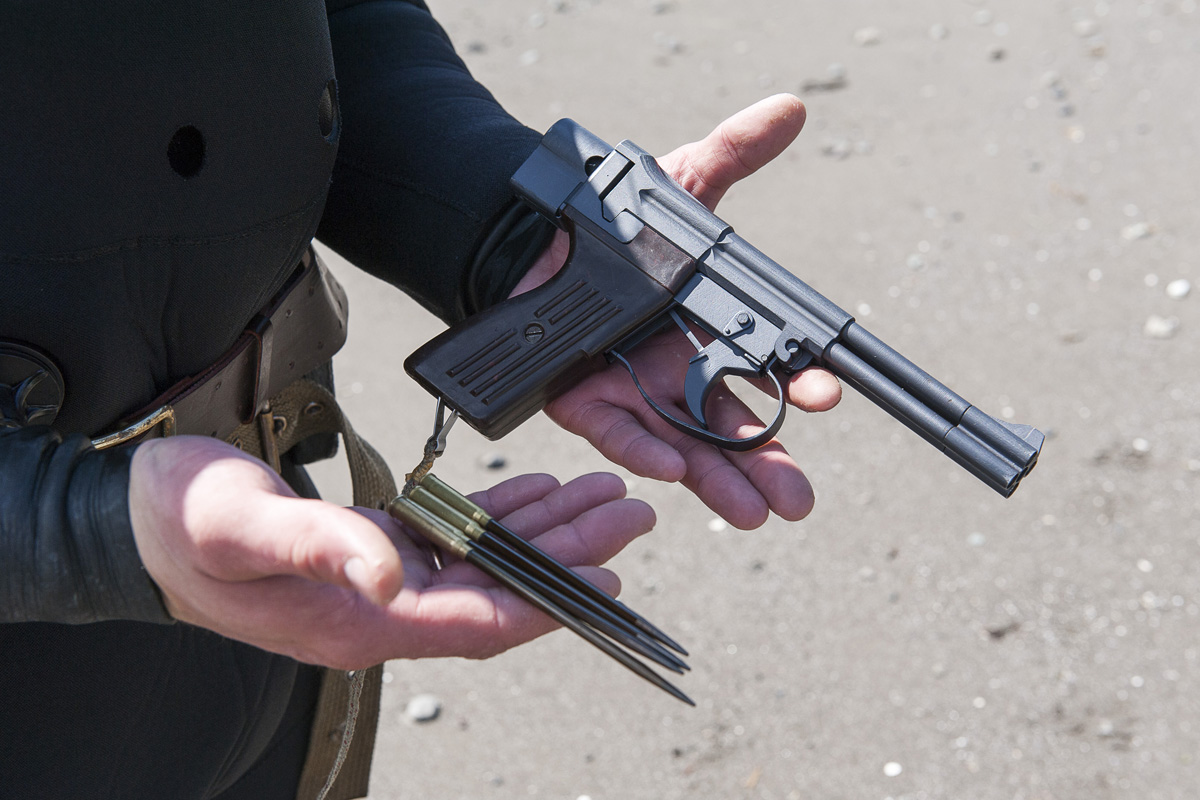
Pistolet i naboje

SPP-1 (СПП-1) – skonstruowany w ZSRR pistolet powtarzalny przeznaczony do strzelania pod wodą.

## Historia konstrukcji
W latach 60. XX wieku w Związku Radzieckim zaczęto rozbudowywać i unowocześniać morskie oddziały dywersyjno-rozpoznawcze złożone z płetwonurków. Jednocześnie zaczęto rozwijać złożone z płetwonurków oddziały przeznaczone do ochrony baz morskich. W związku z powstawaniem nowych oddziałów trwały prace nad uzbrojeniem i wyposażeniem podwodnym.
Płetwonurków początkowo uzbrajano w karabinki AK i noże. Karabin był przenoszony w specjalnym wodoszczelnym pojemniku i mógł być użyty dopiero na powierzchni, a więc w przypadku walki z innym płetwonurkiem jedynym uzbrojeniem pozostawał nóż. Dlatego na początku lat 70. XX wieku rozpoczęto prace nad skonstruowaniem broni palnej mogącej służyć do walki podwodnej. Prawdopodobnie impulsem do rozpoczęcia prac nad nową bronią były informacje o opracowaniu zachodnioniemieckiego pistoletu BUW-2.
Już pierwsze testy wykazały, że dla nowej broni trzeba będzie opracować nową amunicję. Okazało się, że pociski standardowych naboi pistoletowych i pośrednich mają pod wodą zasięg skuteczny rzędu metra. Nowo opracowany nabój o łusce długości 40 mm miał pocisk o długości ~110 mm (całkowita długość naboju 145,5 mm). Dzięki tak wydłużonemu kształtowi pocisku udało się osiągnąć zasięg skuteczny na głębokości 5 metrów sięgający 17 metrów.
Nowym nabojem strzelał pistolet opracowany w Centralno-Naukowym Instytucie Mechaniki Precyzyjnej Przemysłu Maszynowego (CNIIToczMasz) przez W. Simonowa, O. Krawczenke i I. Krasinowa. Pod względem konstrukcyjnym był to typowy deringer wyposażony w blok czterech luf z których kolejno wystrzeliwane były pociski. Ładowanie broni odbywało się po „złamaniu lufy”, przy pomocy czteronabojowych ładowników. Nowej broni nadano oznaczenie Специальный Подводный Пистолет (СПП-1) czyli „Specjalny Podwodny Pistolet (SPP-1)”.
W następnych latach SPP-1 razem z przeznaczonym do strzelań podwodnych karabinem automatycznym APS stał się podstawowym uzbrojeniem radzieckich płetwonurków. Do rozpadu Związku Radzieckiego w 1991 SPP-1 miał status broni tajnej. Po odtajnieniu stał się jedną z propozycji eksportowych rosyjskiego przemysłu zbrojeniowego. Odpowiednikiem SPP-1 używanym przez armie NATO jest niemiecki pistolet HK P11.

## Wersje
- SPP-1 – pierwsza wersja konstrukcyjna z drewnianymi okładkami rękojeści.
- SPP-1M – wersja zmodernizowana z okładkami rękojeści z tworzywa sztucznego. Powiększony kabłąk spustu i skrzydełko bezpiecznika.

## Opis konstrukcyjny
Pistolet SPP-1M jest bronią powtarzalną, czterostrzałową. Mechanizm spustowy kurkowy, z samonapinaniem. Kurek obrotowy kolejno uderza w iglice kolejnych gładkich luf. SPP-1 posiada charakterystyczny, duży kabłąk spustowy (ułatwia strzelanie w rękawicach). Nastawny bezpiecznik skrzydełkowy z lewej strony szkieletu.